# Martin IV
Martin IV, född Simon de Brion cirka 1210 i Touraine, död 28 mars 1285 i Perugia, var påve från 22 februari 1281 till sin död, 28 mars 1285.

## Biografi
Simon de Brie föddes i slottet Montpensier i franska Touraine. Som präst hade han Rouen som beneficium ett kort tag, därefter blev han kanik i St. Martinkyrkan där. Kung Ludvig IX av Frankrike gjorde honom till kansler av Frankrike 1260, och i december två år senare utnämnde påve Urban VI honom till kardinalpräst av Santa Cecilia och anlitades samtidigt till flera uppdrag som påvlig legat i Frankrike. I den egenskapen hade han till uppgift att överlåta kungadömet Sicilien till Karl av Anjou i utbyte mot vissa åtagandet. Gregorius X sände honom till Frankrike än en gång, för att upprätta kyrkotukten i franska kyrkan. Han ledde då flera synoder i Frankrike, bland annat i Bourges i september 1276.
Martin valdes som Karls av Anjou kandidat till påve vid konklaven i Viterbo den 22 februari 1281 efter att Karl låtit fängsla alla motståndare, och han antog då namnet Martin IV; följaktligen finns ingen påve Martin II eller Martin III vilket beror på att påvarna Marinus I och Marinus II förr gavs detta namn och dessa regentnummer. 
Som påve kunde inte Martin IV residera i Rom, för romarna hatade den franske påven. Han begav sig därför till Orvieto, där han kröntes den 23 mars. Omständigheterna gjorde att Martin var beroende av Karls välvilja, och han utnämnde denne till senator av Rom och riksvikarie i Tuscien, dagens Toscana. Under inflytande av Karl, som hyste planer på Greklands erövring, bannlyste han kejsar Mikael VIII Palaiologos och avklippte därigenom de av Martins företrädare förut bedrivna förhandlingarna om romerska och grekiska kyrkornas återförening. På Sicilien utvecklades det jäsande missnöjet med påvens och Karls allians till det upplopp som är känt under namnet sicilianska vespern. Peter III av Aragonien, som sicilienarna uppsatte på tronen, exkommunicerade han och frånkände rätten även över Aragonien.